# Mont-Royal–Outremont
Circonscription électorale provinciale du Canada
Mont-Royal–Outremont est une circonscription électorale québécoise située sur l'île de Montréal, créée en 2017, à la suite de la refonte de la carte électorale en vue des élections générales québécoises de 2018.

## Historique
Mont-Royal–Outremont a été formé de parties importantes des anciennes circonscriptions de Mont-Royal et Outremont. La circonscription compte 56 454 électeurs au moment de sa création. Après l'annonce de sa création, un recours judiciaire a été formé pour s'opposer à la décision de la Commission de la représentation électorale de fusionner les deux anciennes circonscriptions en une seule, au motif entre autres que ce découpage «  brime l'égalité des droits politiques des électeurs touchés par la fusion »,.

## Territoire
Son territoire comprend la ville de Mont-Royal, l'arrondissement d'Outremont à Montréal ainsi qu'une partie de l'arrondissement Côte-des-Neiges–Notre-Dame-de-Grâce et la partie de l'arrondissement Ville Marie située à l'ouest de la voie Camilien-Houde.

## Liste des députés

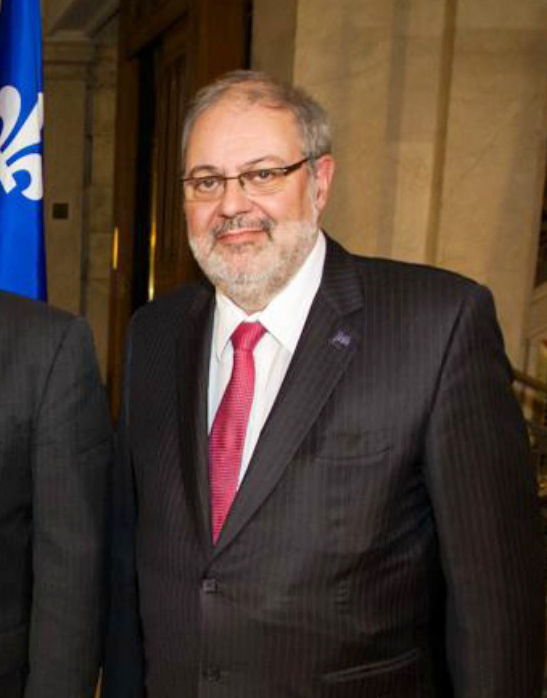
Pierre Arcand est député de Mont-Royal-Outremont de 2018 à 2022 pour le Parti libéral du Québec

| Législature                                               | Années       | Député            | Député        | Parti   |
| --------------------------------------------------------- | ------------ | ----------------- | ------------- | ------- |
| Mont-Royal–Outremont Créée depuis Mont-Royal et Outremont |              |                   |               |         |
| 42e                                                       | 2018–2022    |                   | Pierre Arcand | Libéral |
| 43e                                                       | 2022–présent | Michelle Setlakwe |               | Libéral |

## Résultats électoraux
|                                                                                               | Nom                    | Parti                    | Nombre de voix | %      | Maj.  |
| --------------------------------------------------------------------------------------------- | ---------------------- | ------------------------ | -------------- | ------ | ----- |
|                                                                                               | Michelle Setlakwe      | Libéral                  | 11 658         | 39,3 % | 5 650 |
|                                                                                               | Isabelle Leblanc       | Québec solidaire         | 6 008          | 20,3 % | -     |
|                                                                                               | Sarah Beaumier         | Coalition avenir         | 4 677          | 15,8 % | -     |
|                                                                                               | Ophélie Bastien        | Parti québécois          | 3 385          | 11,4 % | -     |
|                                                                                               | Sabrina Ait Akil       | Conservateur             | 2 522          | 8,5 %  | -     |
|                                                                                               | Malik Guelmi           | Vert                     | 785            | 2,6 %  | -     |
|                                                                                               | Anne Goldberg Harrison | Parti canadien du Québec | 507            | 1,7 %  | -     |
|                                                                                               | David A Cherniak       | Parti nul                | 87             | 0,3 %  | -     |
| Total                                                                                         | Total                  | Total                    | 29 629         | 100 %  |       |
| Le taux de participation lors de l'élection était de 53,7 % et 404 bulletins ont été rejetés. |                        |                          |                |        |       |

|                                                                                               | Nom                     | Parti              | Nombre de voix | %      | Maj.   |
| --------------------------------------------------------------------------------------------- | ----------------------- | ------------------ | -------------- | ------ | ------ |
|                                                                                               | Pierre Arcand (sortant) | Libéral            | 16 026         | 51,3 % | 11 206 |
|                                                                                               | Eve Torres              | Québec solidaire   | 4 820          | 15,4 % | -      |
|                                                                                               | Anne-Marie Gagnon       | Coalition avenir   | 4 218          | 13,5 % | -      |
|                                                                                               | Caroline Labelle        | Parti québécois    | 3 672          | 11,8 % | -      |
|                                                                                               | Vincent J. Carbonneau   | Vert               | 1 344          | 4,3 %  | -      |
|                                                                                               | Rebecca Anne Clark      | NPD Québec         | 548            | 1,8 %  | -      |
|                                                                                               | Yaakov Pollak           | Conservateur       | 509            | 1,6 %  | -      |
|                                                                                               | Normand Fournier        | Marxiste-léniniste | 79             | 0,3 %  | -      |
| Total                                                                                         | Total                   | Total              | 31 216         | 100 %  |        |
| Le taux de participation lors de l'élection était de 55,7 % et 347 bulletins ont été rejetés. |                         |                    |                |        |        |